# Marbie, star de Couillu-les-Deux-Églises
 (septembre 2022).
Si vous disposez d'ouvrages ou d'articles de référence ou si vous connaissez des sites web de qualité traitant du thème abordé ici, merci de compléter l'article en donnant les références utiles à sa vérifiabilité et en les liant à la section « Notes et références ».
Pour plus de détails, voir Fiche technique et Distribution.
Marbie, star de Couillu-les-Deux-Églises (la production typographie le titre Marbie, star de Couillu les 2 Églises) est un film belge réalisé par Dominique Smeets et sorti en 2014.

## Fiche technique
- Titre : Marbie, star de Couillu-les-Deux-Églises
- Producteurs : Big Bang Prod (Dominique Dubuisson), Newart (Frédéric Chanteux)
- Réalisation : Dominique Smeets
- Scénario : Dominique Smeets
- Musique : Thierry Wathelet
- Photographie : Tiago Mesquita et Wim Vanswijgenhoven
- Montage : Philippe Ravoet
- Ingénieur du son : Jean François Mabire
- Production : Frédéric Chanteux, Dominique Dubuisson et Tiago Mesquita
- Société de production : Big Bang Productions et Crafted Films
- Pays :  Belgique
- Genre : Comédie
- Durée : 95 minutes
- Date de sortie :
  - Belgique : 23 avril 2014

## Distribution
- Patrick Ridremont : le présentateur de télévision
- Michel Angely : Jacques
- Chantal Ladesou : la medium
- Dominique Smeets : Marbie
- Johnny Cadillac : Jean Tube
- Claudine Mahy : Marraine
- Renato Cuba : Agent artistique 1
- Eric Glineur : Agent artistique 2
- Sylvie Perotta : Rose
- Eliane Piedfort : Mme Colson
- Josette Lion : une mégère
- Alain Delière : Policier
- Antoine Vandenberghe : Voisin de chambre
- Jacky Druaux : Barman
- Gudule : Assistante sociale
- Jean-Marie Herman : Directeur de cinéma